# Nam Le
Nam Le (Irvine, 10 settembre 1980) è un giocatore di poker statunitense.

## Poker
Il 3 marzo 2006 ha vinto il torneo Bay 101 Shooting Star del World Poker Tour, che è stata la sua prima grande vincita a poker.
Nel 2008 vince il torneo HK$ 150,000 No Limit Hold'em – High Rollers dell'APPT – Macau per HK$3,700,000 ($473,915).
Al 2014 le sue vincite nei tornei live superano i $6,800,000, di cui $854,337 grazie ai piazzamenti a premio alle WSOP.